# NGC 7691
NGC 7691 is een balkspiraalstelsel in het sterrenbeeld Pegasus. Het hemelobject werd op 16 oktober 1784 ontdekt door de Duits-Britse astronoom William Herschel.

## Synoniemen
- UGC 12654
- MCG 3-60-1
- ZWG 455.9
- IRAS 23299+1534
- PGC 71699